# The Offering
The Offering – piąty album studyjny amerykańskiego rapera Killah Priesta członka Sunz of Man, wydany 21 sierpnia 2007 nakładem wytwórni Good Hands Records.

## Lista utworów
Opracowano na podstawie źródła.
| #                | Tytuł                  | Producent          | Gościnnie                      |
| ---------------- | ---------------------- | ------------------ | ------------------------------ |
| 1                | "The Offering (Intro)" | Godz Wrath         |                                |
| 2                | "Salvation"            | Arythmetic         |                                |
| 3                | "Gun 4 Gun"            | Kount Fif          | Nas                            |
| 4                | "How Many?"            | Subliminal         |                                |
| 5                | "Uprising"             | Shakim Allah       |                                |
| 6                | "Melodic Part 2"       | Godz Wrath         | Hell Razah                     |
| 7                | "Priesthood"           | DJ Sane 720        |                                |
| 8                | "Inner G"              | 4th Disciple       | Ras Kass, Canibus, Kurupt      |
| 9                | "Ghetto Jezuz"         | Jordan River Banks |                                |
| 10               | "The Offering"         | Chuckie Madness    | Hell Razah                     |
| 11               | "Truth B Told"         | Jordan River Banks |                                |
| 12               | "Osirus Eyes"          | Ciph Barker        | Zariya                         |
| 13               | "Stand Still"          | Ciph Barker        | Bloodsport, Immortal Technique |
| 14               | "The PJ’s"             | Ben Grymm          | Zariya                         |
| 15               | "Happy"                | Shakim Allah       | Stori James                    |
| 16               | "Essential"            | DJ Huggy           |                                |
| Dodatkowe utwory |                        |                    |                                |
| 17               | "Till The Angels Come" | Sam Sneed          | Hell Razah                     |